# Оцінка регуляторного впливу
Оцінка регуляторного впливу (скор. ОРВ) — оцінка соціально-економічних наслідків ввідного або введеного раніше державного регулювання для можливості відхилення або відправлення на доопрацювання нормативних актів, що дають негативний вплив. ОРВ вважається ядром регуляторної політики.
ОРВ також називається аналізом регуляторного впливу (АРВ) (англ. Impact Assessment, Regulatory Impact Assessment, Regulatory Impact Analysis, RIA нім. Gesetzesfolgenabschätzung, GFA фр. l'évaluation des politiques publiques et aux études d'impact). Є різновидом оцінки програм та політик. У різних країнах може суттєво відрізнятися за охопленням (видам оцінюваного регулювання), порядком проведення та методом аналізу. Нині ОРВ розуміється як частина інституту «розумного регулювання» (smart regulation).

## Роль
Основна роль ОРВ полягає в наданні докладної та систематичної оцінки рішень і відсівання необдуманих і недоцільних на етапі їх прийняття. Необхідність в ОРВ обумовлено тим фактом, що регулювання зазвичай має численні наслідки, та що їх часто важко передбачити без докладного вивчення і консультацій з ураженими сторонами.
З цієї точки зору, головна мета ОРВ полягає в тому, щоб гарантувати, що регулювання буде сприяти підвищенню добробуту з соціальної точки зору, тобто, що вигоди перевищать витрати. Найчастіше це здійснюється шляхом монетизації потенційних витрат і вигод нового регулювання, а також оцінки його сторонніх впливів.

## Процедура проведення
На сьогодні відсутні загальновизнані усталені всеохопні методики та практики, які б застосовувалися для проведення оцінки регуляторного впливу.
Якщо в країні подібна процедура іноді законодавчо закріплена на рівні конституції (наприклад, у Швейцарії та Франції), то методика її проведення варіюється від країни до країни, і залежить від тих акцентів, на які направлено проведення такого аналізу, і від політики держави. Тому розрізняються і посібники з оцінки регуляторного впливу, прийняті в різних країнах. Виділяють три групи країн, в яких:
- процедура ОРВ відбувається тільки в разі прийняття нормативного акта, що передбачає бюджетні витрати — США, Канада;
- процедура ОРВ відбувається при прийнятті будь-якого регуляторного акту — Нідерланди, Велика Британія;
- процедура ОРВ не вводиться, але декларуються загальні принципи, при яких заходи регуляторного впливу вводяться тільки в разі, коли доведена їх доцільність — Південна Корея, Чехія.

Звертаючись до методичних матеріалів австралійського Департаменту регуляторного впливу (Office of Best Practice Regulation, OBPR), яке являє собою відомство, що займається ОРВ, основні етапи процедури проведення ОРВ можна представити таким чином:
1. Формулювання проблеми;
2. Обґрунтування проведення оцінки;
3. Установлення цілей оцінки;
4. Опис можливих варіантів досягнення поставленої цілі;
5. Аналіз альтернатив;
6. Консультації;
7. Висновки та підсумки
8. Подання рекомендованого варіанту або рекомендації щодо кращої альтернативи;
9. Реалізація обраного варіанту і подальше його відстеження.

## Особливості
Основними відмінностями проведення ОРВ від широко поширеної в Росії практики фінансово-економічного обґрунтування та техніко-економічного обґрунтування нормативно-правових актів є:
- Україна — Аналіз впливу регуляторного акту (АВРА);
- Киргизстан — Аналіз регулятивного впливу нормативних правових актів;
- Узбекистан — Система оцінки впливу актів законодавства (СОВАЗ);
- Казахстан — Аналіз регуляторного впливу (раніше: оцінка соціально-економічних наслідків законів);
- Білорусь і Євразійська економічна комісія — оцінка регулюючого впливу;
- Росія — оцінка регулюючого впливу, експертиза, оцінка фактичного впливу.

Традиційно аналіз витрат і вигод проводиться щодо трьох груп впливу:

## ОРВ в Україні та деяких інших пострадянських країнах
Центральним елементом системи ефективного регулювання в розвинених країнах є інститут оцінки регуляторного впливу (ОРВ), заснований на аналізі проблем і цілей державного регулювання, визначенні можливих варіантів досягнення цілей, а також оцінці пов'язаних з ними позитивних і негативних впливів з метою вибору найдієвішого варіанту відповідно до спеціальних встановлених процедур.
Процедура оцінки регуляторного впливу поступово впроваджується в країнах з перехідною економікою, в тому числі — в більшості країн пострадянського простору (під різними назвами), наприклад:

### Соціальна ставка дисконтування
Ключовою і найскладнішою частиною проведення ОРВ є аналіз витрат і вигод (cost-benefit analysis). У загальному випадку завжди краще проведення повного і докладного аналізу всіх витрат і вигод для кожної з можливих альтернатив регулювання. На практиці ж часто експерти намагаються знайти баланс між важливістю кількісного (грошового) уявлення витрат і вигод і витратами на проведення такого аналізу.
При цьому групи впливу удокладнюють і/або виділяють у окремі підгрупи, наприклад, вплив на малий бізнес, вплив на навколишнє середовище тощо.
У разі, коли грошова оцінка впливів складноздійснювана або неможлива, але є можливість оцінити фізичну оцінку впливів, може бути використаний аналіз «витрати-дієвість» (cost-effectiveness analysis).
Оскільки вплив регуляторного акта на економіку і суспільство не є одномиттєвим, а розподілено в часі, то при монетизації витрат і вигод потрібне коригування на часовий чинник. Для цього використовується так звана соціальна ставка дисконтування. Визначення значення соціальної ставки дисконтування також являє собою певну складність при проведенні ОРВ.
У Великій Британії соціальна ставка дисконтування в залежності від горизонту прогнозування знаходиться в проміжку від 2,0 до 3,9 %.

## Складнощі в проведенні оцінки

### Аналіз витрат і вигод
- суспільство;
- бізнес;
- держава.